# محمد رسول‌الله (فیلم ۱۳۹۴)
محمد رسول‌الله فیلم زندگی‌نامه‌ای تاریخی ایرانی محصول ۱۳۹۳ به کارگردانی مجید مجیدی است که فیلم‌نامه را به‌همراه کامبوزیا پرتوی و حمید امجد نوشت. این فیلم داستان دوران کودکی محمد، پیامبر اسلام در سده ۶ میلادی را روایت می‌کند. داستان از دوران جاهلیت و شرایط اجتماعی زمان تولد محمد آغاز می‌شود و در ۱۲ سالگی او به پایان می‌رسد. گروه بازیگران را مهدی پاکدل، علی‌رضا شجاع‌نوری، محسن تنابنده، ساره بیات، علیرضا جلیلی، مینا ساداتی و رعنا آزادی‌ور تشکیل می‌دهند.
در ساخت این مجموعه همچون سایر فیلم‌های تاریخی سال‌های اخیر ایران نظیر ملک سلیمان از عوامل خارجی و در سطح سینمای روز جهان استفاده شده است. فیلم‌برداری این اثر بر عهده ویتوریو استورارو و موسیقی متن آن ساختهٔ ای. آر. رحمان است که هر دو از هنرمندان برنده جایزه اسکار به‌شمار می‌آیند. این فیلم در شهرک سینمایی پیامبر اعظم که در ۵۵ کیلومتری شهر قم قرار دارد، ساخته شده است. در این شهرک، ماکت شهرهای مکه و مدینه با مشخصات ۱۴۰۰ سال قبل، در مقیاس یک به یک (مختصات واقعی) طراحی و ساخته شده است و اعلام شد پس از پایان فیلمبرداری، از این دکور تحت عنوان شهرک سینمایی پیامبر اعظم برای دیگر پروژه‌های سینمایی دربارهٔ تاریخ اسلام استفاده شود. این فیلم پرهزینه‌ترین و بزرگ‌ترین پروژه فیلمسازی تاریخ سینمای ایران محسوب می‌شود. بیشتر هزینه این فیلم صرف ساخت شهرک سینمایی شده است. بخش‌هایی از این فیلم مربوط به واقعه جنگ اصحاب فیل در کشور آفریقای جنوبی فیلم‌برداری شده است.
اکران سراسری محمد رسول‌الله از ۵ شهریور ۱۳۹۴ (۲۷ اوت ۲۰۱۵) در ایران و همزمان با افتتاحیه جشنواره فیلم مونترال کانادا آغاز شد. فیلم محمد رسول‌الله در تهران در ۴۰ سالن سینما به نمایش درآمد و با فروش ۱۷۰ میلیونی روز اول اکران خود در سینماهای تهران بالاترین میزان فروش برای افتتاحیه یک فیلم سینمایی در ایران را رقم زد. این فیلم پیش از تولد پیامبر اسلام (تا ۱۲ سالگی) او را در بر می‌گیرد و البته بخش‌های قبل از ۵۰ سالگی محمد رسول‌الله نیز به‌صورت فلاش‌بک نشان داده می‌شود. این فیلم پیش از اکران عمومی و حتی پس از اکران با استقبال برخی کشورهای عربی و مخالفت برخی دیگر مواجه شده است. مجید مجیدی کارگردان این فیلم در پاسخ به برخی مخالفان اعلام کرده که در نگارش فیلمنامه از روایت‌ها و منابع مورد تأیید مسلمانان و نه تنها شیعیان بهره برده است.
مجیدی در زمینه ساخت این فیلم گفت: باعث افتخار است که هشت سال از عمرم را صرف پروژه‌ای با نام مقدس پیامبر عظیم الشان اسلام کرده‌ام. این فیلم به عنوان نماینده سینمای ایران در مراسم اسکار سال ۲۰۱۶ میلادی اعلام شد. همچنین با فروش ۱۴ میلیارد و ۶۲۰ میلیون تومان پرفروش‌ترین فیلم تاریخ سینمای ایران (تا سال ۹۴) محسوب می‌شد. محمّد رسول‌الله در ۲۰ دی ۱۳۹۶ در شبکه نمایش خانگی پخش شد.

## خلاصهٔ داستان
داستان از سال ۱۰ بعثت محمد و زمانی که مسلمانان در تحریم اقتصادی هستند شروع می‌شود. ابوسفیان از ابوطالب که پیر است می‌خواهد که به محمد بگوید که خدا را در دلش نگه دارد. ابوطالب به اتاق نبی اسلام می‌رود و پیامبر در حال نماز خواندن است و بعد از سوره حمد سوره فیل را می‌خواند و سپس در یک فلش‌بک که اکثر فیلم را شامل شده به سال عام الفیل و تولد پیامبر و دوران کودکی وی از زبان خود ابوطالب به عنوان راوی فیلم می‌رود.
در سال عام الفیل، ابرهه یکی از سرداران لشکر حبشه به دستور پادشاه این سرزمین به مکه لشکرکشی می‌کند تا کعبه را از بین ببرد. ابرهه به وسیلهٔ چندین هزار نفر با فیل، اسب و تجهیزات جنگی فراوان به سوی شهر مکه می‌آیند ولی در نزدیکی مکه که حریم مکه به‌شمار می‌رود، فیل‌ها به جلو پیش نمی‌روند و تعداد بسیار زیادی پرنده به نام ابابیل در حالی که سنگ‌هایی در میان نوک خود دارند، بر سر ارتش ابرهه فرو می‌ریزند و همه را از بین می‌برند.
پس از پایان فلش‌بک، داستان دو مرتبه به سال ده بعثت و اوضاع بد مسلمانان تحریم شده ساکن در بیرون مکه برمی‌گردد و در ادامه روایت نمایان شدن قرارداد تحریم‌ها علیه مسلمانان خورده شده توسط موریانه‌ها به تصویر کشیده می‌شود.

## بازیگران
| بازیگر             | نقش                   |
| ------------------ | --------------------- |
| مهدی پاکدل         | ابوطالب               |
| علیرضا شجاع نوری   | عبدالمطلب             |
| محسن تنابنده       | ساموئل                |
| داریوش فرهنگ       | ابوسفیان              |
| محمد عسگری         | ابولهب                |
| صادق هاتفی         | بحیرا                 |
| ساره بیات          | حلیمه                 |
| مینا ساداتی        | آمنه                  |
| رعنا آزادی‌ور       | جمیله                 |
| نسرین نصرتی        | برکه                  |
| پانته‌آ مهدی‌نیا     | فاطمه بنت اسد         |
| بهارک صالح‌نیا      | ثویبه                 |
| آرش فلاحت پیشه     | ابرهه                 |
| حمیدرضا تاج‌دولت    | حمزه                  |
| فرداد صفاخو        | عباس                  |
| علی اصغر خطیب زاده | بنیامین               |
| جعفر قاسمی         | حارث                  |
| پیروز رفیعی        | ربان اعظم             |
| هادی آقا حسینی     | زهیر                  |
| امین آبان          | باروخ                 |
| امیر حیدری         | شبیه پوش محمد ۱۲ ساله |
| حسین جلالی         | شبیه پوش محمد ۸ ساله  |
| علیرضا جلیلی       | شبیه پوش محمد ۶ ساله  |
| محمد محالی         | شبیه پوش محمد ۲ ساله  |
| سید علی هاشمی      | شبیه پوش علی          |

صداپیشگان
| دوبلر           | نقش          | بازیگر          |
| --------------- | ------------ | --------------- |
| منوچهر اسماعیلی | ابوطالب      | مهدی پاکدل      |
| حسن خلقت دوست   | حمزه         | حمیدرضا تاج‌دولت |
| سپهدار فرزامی   | خردسالی محمد | امیر حیدری      |

## تولید
پروژه سینمایی محمدرسول‌الله به کارگردانی مجید مجیدی پس از حدود سه سال مراحل مقدماتی و پیش تولید در سال ۱۳۸۶ در آستانه آغاز مرحله فیلمبرداری قرار گرفت. به گزارش روابط عمومی پروژه، اولین مرحله شروع به کار این فیلم از مهرماه سال ۱۳۸۶ با فعالیت گروه تحقیق آغاز و اولین نسخه فیلم‌نامه نوروز ۱۳۸۸ آماده شد.

### هزینه
سرمایه‌گذار این فیلم، شرکت سینمایی نور تابان، وابسته به بنیاد مستضعفان است. فیلم محمد رسول‌الله پرهزینه‌ترین فیلم تاریخ سینمای ایران به‌شمار می‌رود، به گفته تهیه‌کننده فیلم، هزینه ساخت دکورهای شهر مکه ۱۴۱ میلیارد ریال، شهر مدینه با ۱۹ هکتار ۴۲ میلیارد ریال و ساخت و ساز ساختمان اداری ۱۲٫۲ میلیارد بوده است. همچنین ۳ میلیارد ریال هزینه فیلمنامه، ۶ میلیارد ریال هزینه مطالعات اجرایی، ۱۵۲ میلیارد ریال هزینه پیش تولید، ۳۱۰ میلیارد ریال هزینه تولید و ۱۵۱ میلیارد ریال هزینه پس از تولید فیلم «محمد رسول‌الله» شده است؛ بنابراین مجموع هزینه‌های صرف شده برای ساخت این فیلم ۶۲۳٫۳ میلیارد ریال (معادل ۶۲میلیارد تومان) بوده است.

### فیلمبرداری
مشخص است که برخی کشورها چون عربستان سعودی
با این فیلم مشکلاتی خواهند داشت ولی از طرف
دیگر کشورهای اسلامی زیادی چون ترکیه، اندونزی،
مالزی و بسیاری دیگر در آسیای جنوب شرقی خواهان این فیلم شده‌اند.

مصاحبه مجید مجیدی با خبرگزاری فرانسه

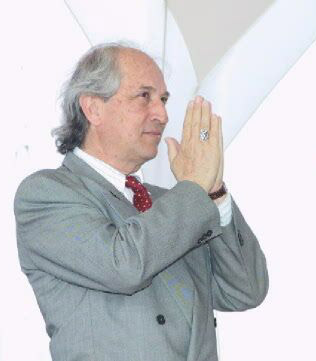
ویتوریو استورارو فیلمبردار ایتالیایی که با همراهی حمید خضوعی ابیانه این فیلم را تصویربرداری کرد، می‌گوید کتاب نقاشی محمود فرشچیان، منبع الهام ایده‌هایش برای فیلمبرداری این فیلم بوده است.

طبق پیش‌بینی و برنامه‌ریزی گروه سازنده، دوره پیش تولید پروژه محمد رسول‌الله از خرداد ۱۳۸۹ تا شهریور ۱۳۹۰ تعیین شد، تا در پایان این مرحله فیلمبرداری آغاز شد. لوکیشن‌های این فیلم در شهرک سینمایی پیامبر اعظم در قم، کویر شهداد کرمان، اطراف عسلویه و آفریقا بوده است.
مرحله فیلمبرداری ۶ ماه طول کشید و فیلم برای جشنواره فجر سال ۱۳۹۳ آماده نمایش شد. در طول مدتی که مرحله پس از تولید سپری می‌شود فعالیت‌های لازم برای انجام پیش تبلیغات و آماده‌سازی مقدمات پخش جهانی اثر انجام خواهد شد. در هفته وحدت از این فیلم رونمایی شد.
ویتوریو استورارو فیلمبردار ایتالیایی که سه جایزهٔ اسکار گرفته به‌عنوان فیلمبردار با همراهی حمید خضوعی ابیانه کار فیلمبرداری این اثر را انجام داد. وی در مصاحبه با باب فیشر در مجله سینمایی آمریکایی مووی میکر دربارهٔ چگونگی پیوستن به این اثر گفت: «سال ۲۰۱۰ که با رشید بن هادی (کارگردان) در پروژه‌ای در الجزایر همکاری می‌کردم، برای اینکه اسلام را بهتر بشناسم، خواندن کتابی دربارهٔ زندگی پیامبر محمد (ص) را شروع کردم. به محض اینکه خواندن آن کتاب تمام شد، مثل یک رؤیای جادویی ایمیلی دریافت کردم با این مضمون که آیا علاقه‌مند هستم در ساخت بخش اول یک سه‌گانه دربارهٔ زندگی محمد (ص) حضور داشته باشم؟» بدین ترتیب و پس ملاقات مجیدی کارگردان و حیدریان تهیه‌کننده فیلم با او در رم، پیوستنش به این پروژه قطعی شد. وی می‌گوید که کتاب نقاشی محمود فرشچیان، منبع الهام ایده‌هایش برای فیلمبرداری این فیلم بوده است.

### جلوه‌های ویژه
جلوه‌های ویژه اثر بر عهده اسکات ای. اندرسون بود که جلوه‌های ویژه قسمت حمله سپاه ابرهه به مکه را طراحی و اجرا کرده است.

### طراحی دکور
میلژن کرکا کلژاکویچ طراح دکور اهل کرواسی که قبلاً جایزه «سزار» و «آکادمی فیلم اروپا» و همچنین نامزد دریافت جایزه «اِمی» را در کارنامه خود داشته است، طراحی دکور این فیلم را بر عهده داشته است.
هفت کارگاه مخصوص مهیاسازی دکورها، صنایع دستی و دست‌سازهای سنتی، تجهیزات و لوازم صحنه را برای این فیلم ساخته‌اند. این کارگاه‌ها شامل کارگاه نجاری، کارگاه عمومی ساخت لوازم، کارگاه خیاطی، کارگاه بت‌سازی، کارگاه رنگ و پتینه و کهنه‌کاری، کارگاه محصولات چوبی خاص و کارگاه مدل‌سازی بودند. بیش از ۴۰۰۰ قطعه لوازم صحنه شامل وسایل خانه، لوازم سفر و بازرگانی، وسایل زینتی، ادوات جنگی، وسایل خرید و فروش و لوازم بازار در این کارگاه‌ها ساخته شد. مدیریت این کارگاه‌ها عمدتاً با مردمان ایرانی‌تبار بود و تنها یک ایتالیایی، در قسمت کارگاه رنگ و پتینه‌کاری و کهنه‌کاری فعال بود. همهٔ پرسنل کارگاه‌ها تحت نظر فرانکو فوماگالی، طراح ایتالیایی لوازم صحنه، فعالیت می‌کردند. در این فیلم بسیاری از وسایل ضروری مثل مواد اولیه، ظروف، دست‌باف‌ته‌ها، پارچهها و تزئینات سنتی و کهن، با سفر به شهرها و روستاهای تاریخی، انتخاب و خریداری شده بودند.

### لوکیشن‌ها
اکثر صحنه‌های این فیلم در شهرک سینمایی پیامبر اعظم که حوالی شهر قم قرار دارد و در آن مکه و مدینه با جزئیات و مختصات دقیق و واقعی بر اساس متون بازسازی شده‌اند فیلم‌برداری شده است. بعضی از سکانس‌های فیلم نیز در شهرهای کرمان، عسلویه و سکانس مربوط به حملهٔ ابرهه به مکه نیز که به تعداد زیادی فیل، نیاز داشته در شهر بلا بلا در آفریقای جنوبی، فیلمبرداری شده است.

### نام‌نوشت

نام‌نوشت فیلم

در ۱۷ دی ۱۳۹۳ نام‌نوشت این فیلم در کنار سایر آثار خطاطی مرتبط با آن طی مراسمی رونمایی شد. نام‌نوشت این فیلم توسط جلیل رسولی از خطاطان ایران انجام شده است. وی در توضیح پیرامون این اثر گفت در کنار ۶ خطاط دیگر برای انتخاب نام‌نوشت از میان ۲۶۰۰ اثر ارسالی فعالیت کردند اما پس از آنکه مجیدی کارگردان فیلم از هیچ‌یک از آثار منتخب راضی نشد از وی خواست که این کار را بر عهده گیرد. وی گفت: «بیش از ۵۰ سال است که کار خطاطی می‌کنم و خط در دست من مانند موم نرم است اما نگارش اسم اعظم پیامبر برای این فیلم بسیار سخت بود. طرح‌ها و اتودهای بسیاری زدم و نام محمد را به اشکال گرافیکی محکمی خطاطی کردم اما در نهایت راضی نمی‌شدم. وی ادامه داد: در نهایت به خود حضرت محمد (ص) توسل کردم و از او کمک خواستم تا مرا یاری کند. یک روز مرکب قهوه‌ای را از میان مرکب‌ها برداشتم و انگشت سبابه خود را داخل مرکب کردم و نام اعظم حضرت محمد (ص) را نوشتم، بعد متوجه شدم که انگشتم می‌لرزد و تعجب کردم… در طول تمام سالهایی که به‌طور حرفه‌ای خطاطی کرده‌ام دچار این حالت نشده بودم اما بعد متوجه شدم که تنها انگشت سبابه من نیست که می‌لرزد بلکه همه وجودم در حال لرزیدن است. … پس از آن متوجه شدم همین نام نوشته حاضر همانی است که می‌خواستم.»

### افتتاح شهرک سینمایی پیامبر اعظم

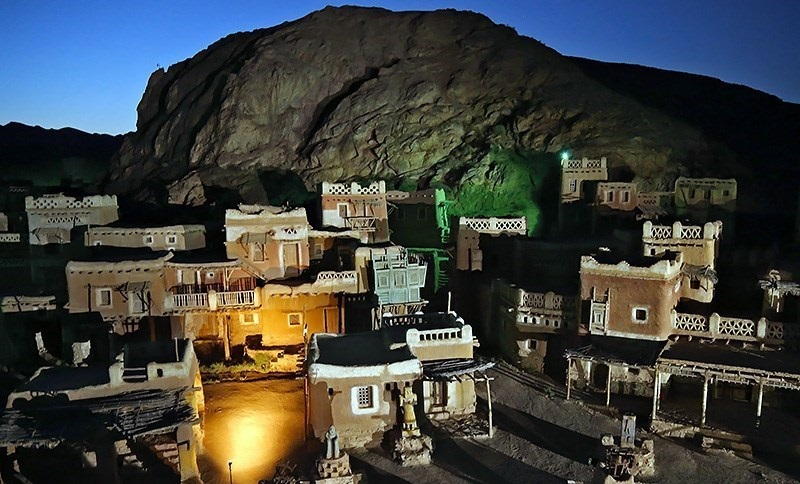
نمایی از شهرک پیامبر اعظم

در ۱۷ دی ۱۳۹۳ طی مراسمی شهرک سینمایی پیامبر اعظم که به وسعت ۱۰۰ هکتار در نزدیکی آزادراه تهران-قم ساخته شده و بسیاری از لوکیشن‌های فیلم در آن قرار دارد برای خبرنگاران رو نمایی شد. از این مکان برای ساخت سایر آثار سینمایی ایران استفاده خواهد شد. در این شهرک همچنین موزه‌ای قرار دارد که مدارک مربوط به ساخت فیلم نگهداری می‌شود.

## بازدید خامنه‌ای
سید علی خامنه‌ای، رهبر ایران، در ۱۷ آبان ۱۳۹۱ برای بازدید از فیلم محمد رسول‌الله به شهرک سینمایی پیامبر اعظم که محل ساخت این فیلم بین تهران و قم بود، رفت. این بازدید که اولین دیدار وی از مراحل تولید یک پروژه سینمایی محسوب می‌شد، نزدیک به ۶ ساعت ادامه یافته و او از قسمت‌های مختلف لوکیشن ساخته شده از جمله قسمت شهر مکه، شعب ابی طالب که در داخل آن است، دیر بحیرا و قسمت مدینه بازدید کرده و در خلال آن با مجیدی (کارگردان)، حیدریان (تهیه‌کننده) و دیگر دست‌اندرکاران پروژه دیدار و گفتگو کرد. خامنه‌ای همچنین دقایقی در جمع عوامل پروژه سخنرانی کرده و از دست‌اندرکاران آن تقدیر کرد. در جریان همین دیدار، سکانس ورود آمنه، مادر محمد، به شهر مدینه در حضور وی تصویربرداری شد و حدود بیست دقیقه از سکانس‌های تدوین شده فیلم در حضور او پخش شد.

## موسیقی
موسیقی فیلم توسط ای.آر. رحمان ساخته شده و شش ماه طول کشید تا او نوع موسیقی متنی را که مجیدی برای فیلمش می‌خواست را درک کند. او یک سال و نیم روی آن کار کرد. موسیقی متن توسط Sony DADC در ۲۳ دسامبر ۲۰۱۵ انتشار یافت.
آلبوم موسیقی متن این فیلم در تاریخ ۲۱ آبان ۱۳۹۵ از طریق صفحات رسمی فیلم در فضای مجازی وارد بازار شد.

## اکران و فروش
- فیلم سینمایی محمد رسول‌الله رکوردهایی را برای اولین بار در سینمای ایران به جا گذاشته است. رکورد پرهزینه‌ترین فیلم تاریخ سینمای ایران نیز شکسته شد.
- فیلم محمد رسول‌الله در ۱۳۲ سالن سینما، فروشی بالغ بر ۱۲میلیارد و ۱۸۱ میلیون تومان داشته است. این فیلم در هفته آخر آبان ۱۳۹۴ نیز فروش ۵۲۵ میلیون و ۴۳۴ هزار تومانی را تجربه کرد.[۳۹]
- تبلیغات محیطی فیلم سینمایی محمد رسول‌الله با همکاری سازمان زیباسازی شهرداری تهران در قالب نمایش تعدادی از تصاویر فیلم و احادیثی از پیامبر در تابلوهای تبلیغاتی تهران اکران شد. مجیدی علت ذکر نشدن نام عوامل فیلم در تبلیغات شهری را گرفتن زیبایی عکس‌هایی که مانند تابلوهای نقاشی است دانست. از همین رو تصمیم گرفته شد نام هیچ‌یک از عوامل بر تبلیغات نباشد تا چشم‌انداز زیباتری از عکسهای این فیلم به مردم نشان داده شود.[۴۰]
- وضعیت اکران این فیلم نیز رکوردی دیگر در سینما ایران به‌شمار می‌آید. از روز چهارم شهریور ۱۳۹۴ اکران این فیلم در ۱۴۳ سینمای ایران به‌طور همزمان آغاز شد.[۴۱]
- تعویق یک روزه اکران؛ مشکل صدا مانع از اکران محمد رسول‌الله شد. محمدرضا صابری در توضیح دلایل تعویق اکران فیلم سینمایی محمد رسول‌الله گفت: سیستم فنی فیلم براساس سیستم D است درحالی‌که سیستم فنی بسیاری از سالن‌های سینمایی سیستم E است و به همین دلیل در آخرین تست‌های فنی مربوط به نمایش متوجه شدیم سیستم صدا مشکل دارد.[۴۲]
- نورالله خزاعی فر مدیر فروش شرکت تولید و پخش نورتابان در خصوص اولین آمار فروش محمد رسول‌الله گفت: شب گذشته سینماهای آزادی، کوروش، پردیس زندگی و تعدادی دیگر از سینماهای تهران و شهرستان، سانس فوق‌العاده در نظر گرفته‌اند که در نوع خود بی‌نظیر بود، وی ادامه داد: تا این لحظه فروش فیلم تنها در یک روز آن هم در سینماهای تهران بیش از ۱۷۰ میلیون تومان بوده است که بی‌سابقه‌ترین رقم فروش افتتاحیه یک فیلم در سینماهای ایران را به خود اختصاص داده است.[۴۳] بعد از ۳ هفته از اکران این فیلم توانست ۴ میلیارد تومان فروش داشته باشد.[۴۴]
- محمدرضا صابری مدیر پخش دفتر فیلم نورتابان در گفتگو با خبرنگار سینمایی فارس دربارهٔ فروش فیلم توضیح داد: «شب گذشته ۲۸ آبان فروش فیلم ۶۵ میلیون تومان بوده است و تاکنون به فروش ۱۳ میلیارد و ۳۰۰ میلیون تومان رسیده‌ایم.»[۴۵]
- در دی ماه اکران محمد رسول‌الله پس از ۱۲ هفته در گروه آزادی به پایان رسید. در اواخر اکران این فیلم در ایران، محمد رسول‌الله فروش ۱۴ میلیارد تومانی را تجربه کرد.[۴۶] این فیلم نهایتاً تا پایان سال به فروش ۱۴ میلیارد و ۵۶۰ میلیون تومان در سینماهای کشور دست یافت.[۴۷]
- علی‌رغم موفقیت فیلم در داخل ایران اکران جهانی آن با ناکامی مواجه شد. پس از اکران فیلم برای خیرالدین کارامان از عالمان برجسته فقه در ترکیه و ۴ منتقد مطرح این کشور، ترکیه نخستین مقصد اکران خارجی این فیلم تعیین و قرار شد در ۷۳۰ سالن این کشور از روز ۱۷ ربیع‌الاول (هشتم دی ماه ۱۳۹۴) سالروز میلاد پیامبر اسلام به نمایش درآید.[۴۸] اما پس از نزدیک به دو ماه اکران در این کشور منتفی شد و هر چند مجیدی این اکران را به ربیع‌الثانی (بهمن ماه) موکول کرد اما این اکران نیز به سرانجام نرسید با مخالفت دانشگاه الازهر مصر به عنوان یک مرجع مؤثر در تأیید چنین آثار سینمایی، برخی کشورهای عربی با نمایش این فیلم مخالفت کردند. از اکران فیلم در کشور هند با جمعیت ۳۰۰ میلیونی مسلمانان به علت فتاوای صادره علیه فیلم جلوگیری به عمل آمد. تا اینکه در آبان ماه ۱۳۹۵ این فیلم توانست در بیش از ۴۰۰ سینما در کشور ترکیه اکران شود و بعد از آن در عراق هم اکران شد.[۴۹][۵۰]
- با توجه به حمایتهای دولتی و صرف بودجه و هزینه نجومی و خارج از عرف سینمای ایران برای ساخت آن (۶۲۳٫۳ میلیارد ریال معادل ۶۲ میلیارد تومان و ۲۱ میلیون دلار با نرخ دلار رسمی) و همچنین استفاده از عوامل سرشناس بین‌المللی در ساخت و تولید آن، این فیلم هم در گیشه، هم در عرصه جشنواره‌های بین‌المللی و هم به لحاظ تحریم توسط مراجع دینی کشورهای مسلمان یک شکست در سینمای ایران به حساب می‌آید.

## جوایز
- نامزد جایزه بهترین فیلم جشنواره فیلم آسیا پاسیفیک ۲۰۱۶ - (شرکت سینمایی نورتابان)
- نامزد جایزه بهترین فیلمبرداری جوایز اسکرین آسیا پاسیفیک ۲۰۱۶ - (ویتوریو استورارو)
- برنده جایزه بهترین کارگردانی جشنواره بین‌المللی سلیمانیه ۲۰۱۶ - (مجید مجیدی)
- برنده جایزه زوج سینمایی جشنواره بین‌المللی فیلم کامریمیج ۲۰۱۵ - (ویتوریو استورارو و مجید مجیدی)

## نظرها

### نظر موافقان
نمایش فیلم در جشنواره بین‌المللی فیلم تورنتو و سینماهای کانادا و آمریکا، بازتاب گسترده‌ای داشته است. روزنامه‌هایی مثل لیبراسیون و گاردین به تمجید از فیلم مجیدی پرداخته و فیلمبرداری ویتوریو استورارو، جلوه‌های بصری و بازیگری آن را ستودند. گاردین در مقایسه با فیلم سال ۱۹۷۶ محمد رسول‌الله اثر مصطفی عقاد، فیلم مجیدی را فیلم مذهبی‌تری دانسته که می‌تواند کسانی را که شناخت چندانی از تاریخ اسلام ندارند، جذب کند. فیل هود، نویسنده گاردین، هم به آن چهار ستاره داده و ضمن تعریف از فیلمبرداری و ساختن فضای شهر حجاز، از آن به عنوان اثری متعهد، روشنفکرانه و شاعرانه یاد کرده است.
داود شریان، نویسنده عربستانی و مجری شبکه تلویزیونی مرکز پخش خاورمیانه، در ستون روزانه خود در الحیات با تحلیل این فیلم، نگاه بعضی از نهادهای دینی کشورهای عربی به این فیلم را مورد انتقاد قرار داد و از اینکه روحانیت سنتی هنوز اهمیت تأثیر هنر در دفاع از چهره اسلام را درک نکرده‌اند، ابراز تأسف کرده است. خالد محمود نویسنده و منتقد عرب، در روزنامه الشروق چاپ قاهره، با انتقاد از قضاوت بی‌پایه دربارهٔ این فیلم، نوشت: «ای کاش پیش از اینکه این جنجال به پا شود، حداقل علمای الازهر در نشستی خصوصی فیلم را می‌دیدند، آن گاه موضع ثابت خود را در قبال آن اعلام می‌کردند.» این نویسنده ادامه می‌دهد: «کاش علمای الازهر، نه به خاطر رعایت این موضوع، بلکه فقط به خاطر اینکه مخالفتشان مستند به برهانی آشکار باشد، این فیلم را می‌دیدند.»
شبکه لبنانی المنار: «انتظار می‌رود که اکران عمومی فیلم محمد رسول‌الله با استقبال گسترده مردمی مواجه شود. اکران این فیلم همچنین مورد استقبال برخی دیگر از رسانه‌های عربی از جمله پایگاه لبنانی العهد و شبکه المیدان‌ها قرار گرفت.» پایگاه اطلاع‌رسانی دفتر حفظ و نشر آثار آیت‌الله خامنه‌ای، فیلم محمد رسول‌الله را یک محصول «هنری، فرهنگی، تبلیغی و معرفتی» عنوان کرده است.
سامی یوسف خواننده اشعار اسلامی در واکنش به برخی مخالفت‌ها نسبت به فیلم محمد رسول‌الله، در گفتگو با رویترز اظهار داشت که «برخی منتقدان فیلم آن را مشاهده نکرده‌اند و آن‌ها از این فیلم انتقاد می‌کنند تنها به این دلیل که ایران سازنده آن است.» روزنامه الوسط بحرین نیز در گزارشی با اشاره به انتقادات و جوسازی‌های جریان‌های سلفی علیه فیلم محمد رسول‌الله نوشت: «صرف نظر از آنچه که در مخالفت با این فیلم به گوش می‌رسد، نکته قابل اهمیت این است که رهبر عالی ایران با حضور خویش بر سر صحنه فیلمبرداری از فیلم، حمایت کامل و قوی خود از سازندگان و دست‌اندرکاران آن را اعلام کردند.»
سفارت جمهوری اسلامی ایران در دهلی نو در پاسخ به دیدگاه‌های انتقادی منتشر شده در رسانه‌های هندی در خصوص فیلم محمد رسول‌الله، از صاحب نظران خواست بعد از دیدن فیلم دربارهٔ آن اظهارنظر کنند. رسانه‌های ایتالیا فیلم محمد رسول‌الله را یک موفقیت دانستند. گرچه در بسیاری از رسانه‌های ایتالیایی از این فیلم به عنوان پرهزینه‌ترین فیلم تاریخ ایران نام برده شده اما این ساخته مجید مجیدی موفقیتی در سینمای ایران به‌شمار می‌رود.
روزنامه ترکیه‌ای دیلی صباح: «ساخت فیلمی در این سطح قابل ستایش است. این فیلم ابعاد اجتماعی حاکم بر جامعه اعراب در صدر اسلام را به خوبی به نمایش کشیده است.»
روزنامه گاردین در نقدی از فیلم محمد رسول‌الله این فیلم را از نظر معنوی صادق، مسئول و شاعرانه دانست.
یاهو! نیوز: «مجیدی می‌گوید می‌خواهد با فیلم محمد رسول‌الله تصویر خشنی را که از اسلام ارائه می‌شود، تغییر دهد. با این حال این فیلم به دلیل ارائه چهره پیامبر با اعتراض برخی از مسلمانان روبه‌رو شده است.» خبرگزاری تاجیکستانی دربارهٔ فیلم محمد رسول‌الله نوشت: «این فیلم سه‌گانه می‌تواند بسیاری از زوایای زندگانی پیامبر گرامی اسلام را مطرح و روشن کند.»
فرانسیس فورد کوپولا که به دعوت فیلمبردار فیلم به تماشای آن نشسته بود، این فیلم را تحسین کرد.
حسین فرح بخش از کارگردانان و تهیه‌کنندگان سینمای ایران در پاسخ به انتقادها به ساخت فیلم‌های فاخر، ساخت فیلم محمد رسول‌الله را یک استثناء در سینمای ایران دانست و گفت: «این فیلم منشور فرهنگی سینمای ایران است و نباید از آن به عنوان یک فیلم فاخر یاد کرد. چرا که اگر از ما بپرسند که در طول ۳۶ سال انقلاب برای پیامبر اسلام در سینما چه کرده‌ایم هیچ جوابی نداریم.»
روزنامه الرای‌الیوم در سر مقاله خود با انتقاد از موضع مفتی عربستان و دیگر روحانیون در خصوص این فیلم، با برشمردن ویژگی‌های فتوا، در شرایط صحت فتوای صادر شده از سوی مفتی آل شیخ، تردید کرده است.

### نظرات منتقد
- استادان و علمای دانشگاه الازهر به این دلیل که بخش‌هایی از بدن بازیگر نقش کودکی محمد در معرض دید قرار می‌گیرد و صدای این بازیگر نیز پخش می‌شود، از این فیلم انتقاد داشته و خواهان ممنوعیت اکران آن شدند و از روحانیون شیعه نیز چنین موضعی را درخواست کردند.[۶۱] عباس شومان معاون شیخ الازهر در گفتگو با روزنامه «المصری الیوم»: «تلاش ایران برای اکران فیلمی که در آن پیامبر اکرم به تصویر کشیده شود، مخالف اصول اسلامی و عقیده اهل‌سنت است.»[۱۷]
- تعدادی از روزنامه‌های چاپ عربستان سعودی به این فیلم اعتراض کردند[۶۲] و مقامات عربستان سعودی به منظور جلوگیری از مشاهده فیلم محمد رسول‌الله توسط شهروندان عربستانی، کمپین‌هایی را علیه آن تشکیل دادند.»[۱۷]
- عجمیل النشمی رئیس سابق دانشکده شریعت و مطالعات اسلامی کویت گفت: «بازی در نقش بزرگانی همچون پیامبر اسلام، باب جرئت را بیش از پیش بر معاندان برای تاختن بر ارزش‌ها و مقدسات مسلمانان باز خواهد کرد.»[۱۷]
- شیخ عبدالعزیز آل شیخ، مفتی اعظم عربستان سعودی در گفتگو با روزنامه عربی الحیات فیلم محمد رسول‌الله را فیلمی «مجوسی» خوانده که ساخت آن به گفته او «دشمنی با اسلام» است. او گفته که این فیلم تصویری غیرواقعی از پیامبر اسلام نشان می‌دهد که مایه استهزا و کاستن از قدر و جایگاه است بنابراین ساختن این فیلم به معنی سیاه‌نمایی دین اسلام است و کسانی که این فیلم را ساخته‌اند مفسدینی هستند که اساس کارشان بر دروغ است.[۶۳]
- در کنار منتقدان سنی مذهب برخی از کارشناسان شیعه نیز هستند که به محتوای این فیلم پرهزینه انتقاد دارند. رضا بابایی، پژوهشگر، منتقد و کارشناس در حوزه ادبیات و تاریخ اسلام، در یادداشتی انتقادی آورده است: «این فیلم در خدمت هیچ ایده و طرحی نیست، مگر ایدهٔ فیلم برای فیلم. فیلمی که برای آن شهرک ساخته‌اند و آهنگ‌ساز اسکاری و فیلم‌بردار ممتاز جهانی را به خدمت گرفته‌اند، هیچ طرحی ندارد جز نمایش پرهزینهٔ چند معجزه از پیامبر در دوران کودکی و نوجوانی. اکثر این معجزه‌ها حتی یک سند معتبر ندارد. گیرم که معتبر باشد، مگر اهمیت و رسالت پیامبران در معجزهٔ آنان خلاصه می‌شود که ما پس از ۱۴۰۰ سال فیلم معجزه‌محور بسازیم؟ چندین میلیارد تومان خرج کرده‌اید که چند معجزه را به تصویر بکشید؟ مگر این مردم به معجزه نیاز دارند؟ معجزه برای این بود که کفار قریش ایمان بیاورند که آوردند. بهتر نبود از این فرصت استفاده می‌کردید و مرهمی برای یکی از زخم‌های امروز جهان اسلام می‌ساختید؟ چرا از معجزهٔ اصلی اسلام که قرآن است، در این فیلم استفاده نکردید؟ یک‌بار هم که سراغ قرآن رفتید، برای نشان دادن حملهٔ مرغان ابابیل به سپاه ابرهه بود!»[۶۴]
- به باور برخی منتقدان، آخرین اثر سینمایی مجیدی از کاستی‌های زیادی از جمله ضعف در فیلمنامه و شخصیت پردازی رنج می‌برد. همسنجی فیلم مجیدی با اثر ماندگار «مصطفی عقاد» فیلم‌ساز فقید سوری و اشاره به سنددار نبودن بخش‌هایی از فیلم از لحاظ تاریخی، بستری برای دیگر انتقادهایی است که در مورد فیلم محمد رسول‌الله مطرح شده است.[۶۵] علی بهرامیان گفت: «مشکل اصلی فیلم … آن است که سازندگان فیلم روح زمانه، روح تاریخ آن دوران را درک نکرده‌اند. جدا از این چرا پیامبر نخست در نظر اعراب معاصر ایشان و سپس در نظر دیگر مسلمانان از آن زمان الی یومنا هذا بزرگ و متفاوت به نظر می‌رسیدند؟ مهم‌ترین ویژگی این شخصیت خُلق عظیم ایشان بود: «و اِنّکَ لعلی خلق عظیم». یکی از رایج‌ترین و مهم‌ترین رذایل رایج در جامعه بدوی آن روزگار حجاز قتل نفس بود. اعراب به آسانی یکدیگر را می‌کشتند. به بهانه‌های کوچک خون یکدیگر را می‌ریختند. اگر قبیله‌ای یک نفر از قبیله دیگر را می‌کشت، قبیله دیگر به خونخواهی آن فرد همه آن قبیله را قتل‌عام می‌کرد. بسیاری از مردم از طریق راهزنی زندگی می‌کردند. شما در فیلم هیچ نشانه‌ای از این رذیله بزرگ نمی‌بینید. پیامبر که انسانی متشخص و دارای خلق عظیم بود در میان چنین قومی مبعوث شد. به همین سبب است که در قرآن این همه آیه در حرمت قتل نفس آمده است. پیامبر در میان این مردم ظهور کرد و آن‌ها را از کشتن، دزدی، غارت، آزار دیگران و… بازداشت. اگر قرار است فیلمی دربارهٔ پیامبر ساخته شود باید به این ابعاد شخصیت او بپردازد. تأکید زیاد بر معجزات اتفاقاً سبب می‌شود که ما انسان‌های عادی نتوانیم از پیامبر الگوبرداری کنیم و میان خود و او فاصله بسیار احساس کنیم. ببینید به سبب ابهامات تاریخی بسیار و دشواری‌های اعتقادی نزدیک شدن به این وقایع و به صورت مستقیم سخت دشوار است، راه حل بهتر شاید آن باشد که ماجرایی فرعی اصل قرار داده شود، و فیلم به نحو خاصی روایت شود. نمونه بسیار موفق این دست از آثار که به نظرم موفق‌ترین اثر سینمای دینی در ایران است روز واقعه است. من به خود آقای بیضایی هم گفتم که شما بهتر از همه روح واقعه عاشورا و روح تاریخ آن زمان را دریافتید و درک کردید. روز واقعه تاریخ نیست، اما روح تاریخ آن زمان به خوبی در آن به تصویر درآمده است، هم در بیان اصل موضوع و هم در طراحی لباس و گریم‌ها و پوشش‌ها، هم در نمایش جوهره واقعه کربلا. هنگامی که واقعه کربلا رخ داد این گونه نبود که مردم در حجاز و کوفه و شام درگیر این واقعه باشند، بیش‌تر مردم مشغول زندگی عادی خود بودند، اما هنگامی که آن تراژدی دردناک رخ داد، همه از آن متأثر شدند، چه مسلمان و چه غیرمسلمان. ما از طریق شخصیت اصلی فیلم آن آسیابان مسیحی از کنار واقعه کربلا می‌گذریم، اما روح آن را مشاهده و درک می‌کنیم.»[۶۶]

#### مخالفان اکران گسترده
اکران این فیلم منجر به کاهش سالن‌های نمایش سایر فیلم‌ها جهت اکران مناسب تر آن شد، از همین رو علی ملاقلی‌پور دربین بازی فوتبال میان ستارگان ایران و جهان که در شهریور ۱۳۹۴ برگزار شد، در اعتراض به کم شدن سالن‌های نمایش فیلمش به نام قندون جهیزیه به زمین فوتبال رفت و نظم بازی را به هم ریخت و منجر به بازداشت او شد. او بعد از مدتی با وساطت حجت‌الله ایوبی معاون وزیر ارشاد آزاد شد.. علیرضا رئیسیان نیز با این اکران گسترده مخالفت کرد و در پاسخ به پرسشی دربارهٔ همزمانی اکران فیلم سینمایی «دوران عاشقی» با فیلم مجید مجیدی و اختصاص ۴۰ سینما و حدود ۷۰ سالن به این فیلم گفت: «یکی از دوستان همکارم به من گفت که شما در این زمینه چرا اعتراض نمی‌کنید؟ چون که فیلمساز جوان آقای ملاقلی‌پور به هر وسیله‌ای که می‌توانست اعتراض کرد و من به ایشان گفتم که در فضای مربوط به شغل خودم حتماً حرفم را خواهم زد؛ واقعیت این است که سکوت من نشانه اعتراض است نه رضایتمندی.».